# Dekadance

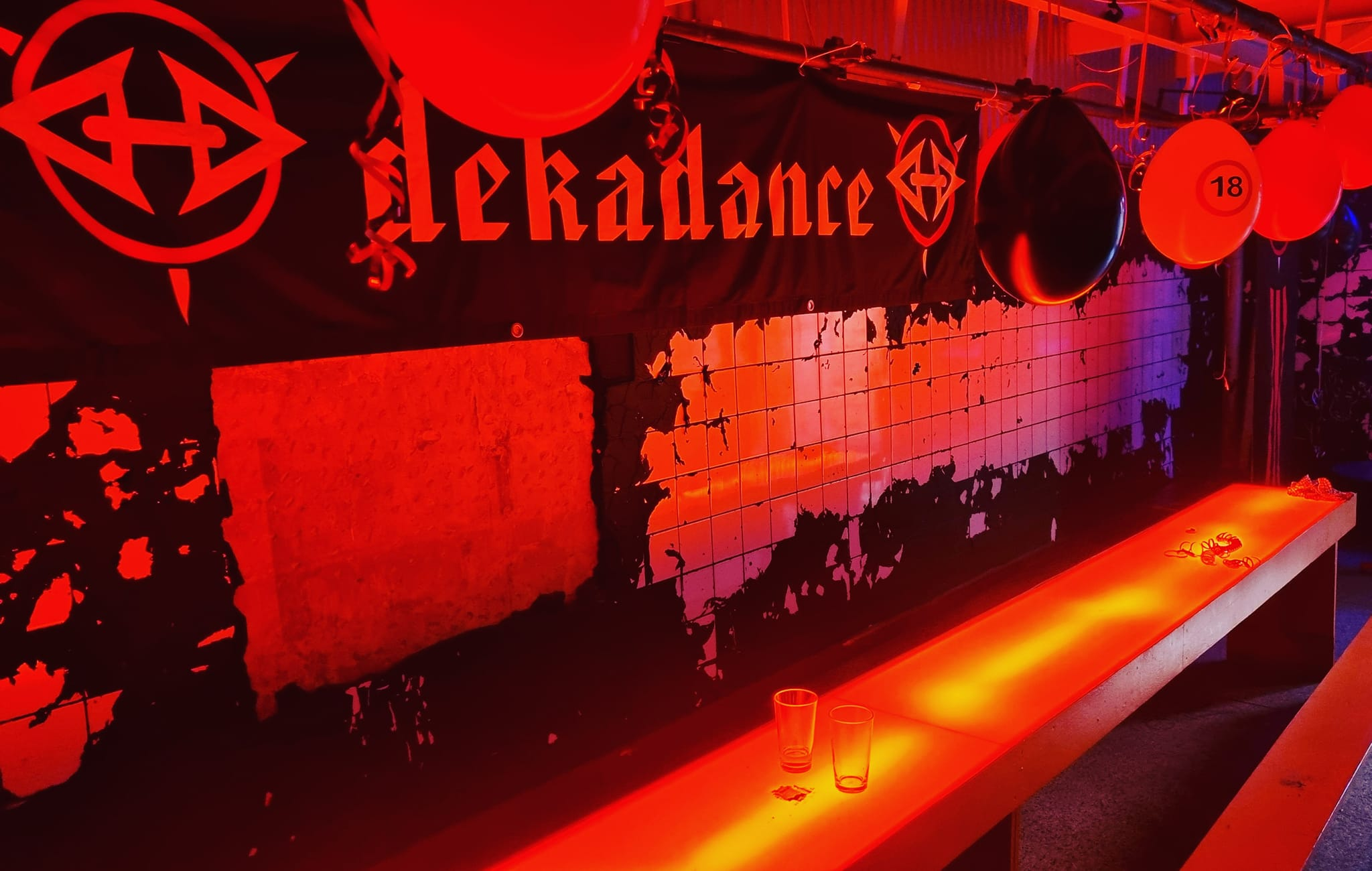
Banderoll med Dekadance logotyp under 18-årsjubileum

Dekadance är en ideell kulturförening som bildades 2004 och främst arrangerar klubbar i Stockholm för fetisch- och bdsmintresserade. Klubben kräver medlemskap och har klädkod av typerna latex/läder, uniformer, metallkläder, crossdressing, kroppsmålning, tatueringar/piercingar och bondage. Musiken är främst av elektronisk karaktär. Dekadance är även initiativtagare till festivalen Stockholm Fetish Weekend. 

## Reaktioner
Dekadance tillkomst skapade samhällsdebatt och ett stort antal artiklar författades gällande klubben. I tidningar som Expressen kunde man läsa om vad som kallades för det "moraliska förfallet". En skribent i Ludvika Tidning valde att hylla pastor Åke Green och menade att det var just klubbar som Dekadance denne hade i åtanke när denne gjorde sina uttalanden. Skribenten skrev därtill frågande om det moraliska förfallet kunde gå längre än så? Dekadance dåvarande styrelse svarade skribenten i ett senare nummer och förklarade att föreningen var nybildad och ännu var i startgroparna.

## Protesterna mot Tillståndsenheten
Den 25 maj 2006 hölls en protest mot Tillståndsenheten i Stockholm. Anledningen var att Tillståndsenheten ansåg bland annat Dekadance fester men även klubbar som Patricia vars fester polisen sett som problematiska då det förekom bara överkroppar bland gästerna samt utmanande dans och sexanspelningar. Protesten genomfördes med HBT-liberalerna och Liberala ungdomsförbundet och lockade ett 60-tal personer till Södra station på Södermalm. Senare samma år beslutades att serveringstillstånd för denna typ av klubbar skulle utredas och att ordningsbegreppet tolkats för snävt. Skrivelsen fick stöd av Socialdemokraterna, Miljöpartiet, Moderaterna, Liberalerna och Vänsterpartiet.